# Périodes étrusques
Cet article court présente un sujet plus développé dans : Histoire des Étrusques.
Les différentes périodes Étrusques sont:
- Culture de Villanova
- Période orientalisante étrusque
- Période archaïque étrusque
- Époque classique étrusque
- Période hellénistique étrusque

Comparaison chronologique des civilisations grecque, étrusque et romaine: